# Tokyo Verdy
Pour les articles homonymes, voir Verdy.
Maillots
Actualités
Le Tokyo Verdy (東京ヴェルディ) est un club japonais de football basé à Tokyo, capitale du pays. Le club évolue en J.League.

## Historique
Sous le nom de Yomiuri Soccer Club, le club est fondé en 1969 par le président du groupe Yomiuri, Matsutaro Shoriki. L'équipe était dirigé par Yomiuri Shimbun jusqu'en 1997, désormais son capital est détenu par la Nippon Television Network (NTV). 
Le club connaît ses heures de gloires au lancement du championnat professionnel, la J.League, en remportant 2 années successives (1993 et 1994) avec l'aide notamment des attaquants Ruy Ramos et Kazuyoshi Miura. 
Alors connu sous le nom de Verdy Kawasaki, le club prend le nom de Tokyo Verdy 1969 en 2001, lorsqu'il se relocalise de Kawasaki à Tokyo. Plus précisément, Tokyo Verdy 1969 est le nom attribué au FC Nippon, l'équipe première du Nippon Terebi Football Club. Verdy dérive du portugais verde (vert), prononcé [ˈveɾ.d(ʒ)i] au Brésil. 
Dans les années 2000, le club perd de sa splendeur et, pour la toute première fois depuis le lancement du championnat japonais en 1993, est relégué en J.League 2 pour la saison 2006. Néanmoins, le Tokyo Verdy remonte en première division en 2008 grâce aux performances du Brésilien Hulk, meilleur buteur de la saison . Il en profite alors pour retirer le "1969" de son nom.
Le club ne survit pas au départ du futur international brésilien et est de nouveau relégué en deuxième division au terme de la saison, en finissant 17e.
Aujourd'hui, le Tokyo Verdy se bat pour sa promotion en J. League et obtient une 5e place prometteuse lors de la saison 2010. Après 15 ans passé en deuxième division, le club tokyoïte est promu par les play-offs en éliminant JEF United Ichihara Chiba (2-1) puis en faisant match nul face à Shimizu S-Pulse.

## Palmarès
| Compétitions nationales | Compétitions internationales                                                           |
| - Championnat du Japon (2) - Champion : 1993 et 1994 - Vice-champion : 1995 - Coupe du Japon (5) - Vainqueur : 1984, 1986, 1987, 1996 et 2004 - Finaliste : 1981, 1991 et 1992 - Coupe de la Ligue (3) - Vainqueur : 1992, 1993 et 1994 - Finaliste : 1996 - Supercoupe du Japon (3) - Vainqueur : 1994, 1995 et 2005 - Finaliste : 1997 - Championnat du Japon de deuxième division (0) - Vice Champion : 2007 | - Ligue des champions (1) - Vainqueur : 1987 - Coupe Sanwa Bank (1) - Vainqueur : 1994 |

## Joueurs et personnalités du club

### Entraîneurs
Le tableau suivant présente la liste des entraîneurs du club depuis 1970.
| Rang | Nom                  | Période   |
| ---- | -------------------- | --------- |
| 1    | Jujiro Narita        | 1970-1973 |
| 2    | Frans van Balkom     | 1973-1976 |
| 3    | Shoichi Nishimura    | 1976-1981 |
| 4    | Ryoichi Aikawa (ja)  | 1981-1983 |
| 5    | Susumu Chiba         | 1983-1984 |
| 6    | Rudi Gutendorf       | 1984-1986 |
| 7    | George Yonashiro     | 1986-1989 |
| 8    | Carlos Alberto Silva | 1990-1991 |
| 9    | Pepe                 | 1991-1992 |
| 10   | Yasutaro Matsuki     | 1993-1995 |

| Rang | Nom                 | Période   |
| ---- | ------------------- | --------- |
| 11   | Nelsinho Baptista   | 1995-1996 |
| 12   | Yasuyuki Kishino    | 1996      |
| 13   | Émerson Leão        | 1996-1997 |
| 14   | Hisashi Kato        | 1997      |
| 15   | Valdir Espinosa     | 1997      |
| 16   | Ryoichi Kawakatsu   | 1997-1998 |
| 17   | Nicanor de Carvalho | 1998      |
| 18   | Ryoichi Kawakatsu   | 1998-1999 |
| 19   | Hideki Matsunaga    | 1999-2000 |
| 20   | Chang Woe-ryong     | 2000-2001 |

| Rang | Nom                 | Période   |
| ---- | ------------------- | --------- |
| 21   | Yasutaro Matsuki    | 2001      |
| 22   | Yukitaka Omi        | 2001-2002 |
| 23   | Lori Sandri         | 2002-2003 |
| 24   | Osvaldo Ardiles     | 2003-2005 |
| 25   | Nobuhiro Ishizaki   | 2005      |
| 26   | Vadão               | 2005      |
| 27   | Ruy Ramos           | 2006-2008 |
| 28   | Tetsuji Hashiratani | 2008-2009 |
| 29   | Takuya Takagi       | 2009      |
| 30   | Takeo Matsuda       | 2009-2010 |

| Rang | Nom                  | Période     |
| ---- | -------------------- | ----------- |
| 31   | Ryoichi Kawakatsu    | 2010-2012   |
| 32   | Shinichiro Takahashi | 2012-2013   |
| 33   | Yasutoshi Miura      | 2013-2014   |
| 34   | Koichi Togashi       | 2014-2017   |
| 35   | Miguel Angel Lotina  | 2017-2019   |
| 36   | Gary White           | 2019        |
| 37   | Hideki Nagai         | 2019-2021   |
| 38   | Takafumi Hori        | 2021-2022   |
| 39   | Hiroshi Jofuku       | depuis 2022 |

### Joueurs emblématiques
- Tetsuji Hashiratani
- Shinkichi Kikuchi
- Tsuyoshi Kitazawa
- Kazuyoshi Miura
- Masakiyo Maezono
- Yūji Nakazawa
- Takekazu Suzuki
- Patrick Mboma
- Amoroso
- Ruy Ramos
- Edmundo
- Washington
- Hulk
- Bismarck

### Effectif actuel
Mise à jour le 8 février 2022.
| N° | Nat.              | Poste | Nom du joueur   |
| -- | ----------------- | ----- | --------------- |
| 1  | Drapeau du Brésil | G     | Matheus Vidotto |
| 2  | Drapeau du Japon  | D     | Daiki Fukazawa  |
| 3  | Drapeau du Japon  | D     | Boniface Nduka  |
| 4  | Drapeau du Japon  | M     | Ryota Kajikawa  |
| 5  | Drapeau du Japon  | D     | Tomohiro Taira  |
| 6  | Drapeau du Japon  | M     | Rihito Yamamoto |
| 7  | Drapeau du Japon  | M     | Koki Morita     |
| 8  | Drapeau du Japon  | M     | Haruya Ide      |
| 9  | Drapeau du Japon  | M     | Ryuji Sugimoto  |
| 10 | Drapeau du Japon  | M     | Mizuki Arai     |
| 11 | Drapeau du Japon  | A     | Jin Hanato      |
| 13 | Drapeau du Japon  | A     | Toyofumi Sakano |
| 14 | Drapeau du Japon  | M     | Taiga Ishiura   |
| 15 | Drapeau du Japon  | D     | Seiya Baba      |
| 16 | Drapeau du Japon  | D     | Kohei Yamakoshi |
| 17 | Drapeau du Japon  | M     | Koken Kato      |
| 18 | Drapeau du Chili  | M     | Byron Vásquez   |

| No. | Nat.             | Position | Nom du joueur     |
| --- | ---------------- | -------- | ----------------- |
| 19  | Drapeau du Japon | M        | Junki Koike       |
| 20  | Drapeau du Japon | M        | Mahiro Ano        |
| 21  | Drapeau du Japon | G        | Yuya Nagasawa     |
| 22  | Drapeau du Japon | D        | Maaya Sako        |
| 23  | Drapeau du Japon | D        | Hiroto Taniguchi  |
| 24  | Drapeau du Japon | M        | Yuta Narawa       |
| 25  | Drapeau du Japon | M        | Tetsuyuki Inami   |
| 26  | Drapeau du Japon | D        | Ren Kato          |
| 27  | Drapeau du Japon | A        | Ryoga Sato        |
| 28  | Drapeau du Japon | D        | Tatsuya Yamaguchi |
| 29  | Drapeau du Japon | A        | Keito Kawamura    |
| 31  | Drapeau du Japon | G        | Toru Takagiwa     |
| 32  | Drapeau du Japon | D        | Yu Miyamoto       |
| 33  | Drapeau du Japon | M        | Rikuto Hashimoto  |
| 34  | Drapeau du Japon | M        | Ryo Nishitani     |
| 41  | Drapeau du Japon | G        | Hisaya Sato       |

## Bilan saison par saison
Ce tableau présente les résultats par saison du Tokyo Verdy dans les diverses compétitions nationales et internationales depuis la saison 1993.
| Saison | Championnat | Championnat | Championnat | Championnat | Championnat | Championnat | Championnat | Championnat | Championnat | Championnat | Coupe du Japon   | Coupe de la Ligue | Supercoupe | Coupe d'Asie    |
| Saison | Division    | Pos         | Pts         | J           | V           | N           | D           | BP          | BC          | Diff.       | Coupe du Japon   | Coupe de la Ligue | Supercoupe | Coupe d'Asie    |
| ------ | ----------- | ----------- | ----------- | ----------- | ----------- | ----------- | ----------- | ----------- | ----------- | ----------- | ---------------- | ----------------- | ---------- | --------------- |
| 1993   | J1 League   | 1er         | 28          | 36          | 28          | -           | 8           | 69          | 28          | +41         | Quarts de finale | Vainqueur         | -          | -               |
| 1994   | J1 League   | 1er         | 31          | 44          | 31          | -           | 13          | 91          | 37          | +54         | 2e tour          | Vainqueur         | Vainqueur  | -               |
| 1995   | J1 League   | 2e          | 108         | 52          | 35          | -           | 17          | 106         | 62          | +44         | Quarts de finale | -                 | Vainqueur  | -               |
| 1996   | J1 League   | 7e          | 57          | 30          | 19          | -           | 11          | 68          | 42          | +26         | Vainqueur        | Finaliste         | -          | -               |
| 1997   | J1 League   | 15e         | 26          | 32          | 10          | -           | 22          | 38          | 65          | -26         | 3e tour          | Phase de groupe   | Finaliste  | -               |
| 1998   | J1 League   | 12e         | 39          | 34          | 13          | -           | 21          | 47          | 53          | -6          | Quarts de finale | Phase de groupe   | -          | -               |
| 1999   | J1 League   | 6e          | 49          | 30          | 17          | 2           | 11          | 43          | 43          | 0           | Demi-finales     | 2e tour           | -          | -               |
| 2000   | J1 League   | 10e         | 38          | 30          | 12          | 4           | 14          | 46          | 44          | +2          | 3e tour          | Quarts de finale  | -          | -               |
| 2001   | J1 League   | 14e         | 30          | 30          | 10          | 2           | 18          | 38          | 57          | -19         | Quarts de finale | 1er tour          | -          | -               |
| 2002   | J1 League   | 10e         | 37          | 30          | 13          | 3           | 14          | 41          | 43          | -2          | 3e tour          | Phase de groupe   | -          | -               |
| 2003   | J1 League   | 8e          | 40          | 30          | 11          | 7           | 12          | 56          | 57          | -1          | Quarts de finale | Phase de groupe   | -          | -               |
| 2004   | J1 League   | 9e          | 40          | 30          | 11          | 6           | 13          | 43          | 46          | -3          | Vainqueur        | Demi-finales      | -          | -               |
| 2005   | J1 League   | 17e         | 30          | 34          | 6           | 12          | 16          | 40          | 73          | -33         | 4e tour          | Phase de groupe   | Vainqueur  | -               |
| 2006   | J2 League   | 7e          | 71          | 48          | 21          | 8           | 19          | 69          | 75          | -6          | 3e tour          | -                 | -          | Phase de groupe |
| 2007   | J2 League   | 2e          | 89          | 48          | 26          | 11          | 11          | 90          | 57          | +33         | 3e tour          | -                 | -          | -               |
| 2008   | J1 League   | 17e         | 37          | 34          | 10          | 7           | 17          | 38          | 50          | -12         | 4e tour          | Phase de groupe   | -          | -               |
| 2009   | J2 League   | 7e          | 74          | 51          | 21          | 11          | 19          | 68          | 61          | +7          | 2e tour          | -                 | -          | -               |
| 2010   | J2 League   | 5e          | 58          | 36          | 17          | 7           | 12          | 47          | 34          | +13         | 2e tour          | -                 | -          | -               |
| 2011   | J2 League   | 5e          | 59          | 38          | 16          | 11          | 11          | 69          | 45          | +24         | 3e tour          | -                 | -          | -               |
| 2012   | J2 League   | 7e          | 66          | 42          | 20          | 6           | 16          | 65          | 46          | +19         | 3e tour          | -                 | -          | -               |
| 2013   | J2 League   | 13e         | 56          | 42          | 14          | 14          | 14          | 52          | 58          | -6          | 3e tour          | -                 | -          | -               |
| 2014   | J2 League   | 20e         | 42          | 42          | 9           | 15          | 18          | 31          | 48          | -17         | 2e tour          | -                 | -          | -               |
| 2015   | J2 League   | 8e          | 58          | 42          | 16          | 10          | 16          | 43          | 41          | +2          | 2e tour          | -                 | -          | -               |
| 2016   | J2 League   | 18e         | 43          | 42          | 10          | 13          | 19          | 43          | 61          | -18         | 3e tour          | -                 | -          | -               |
| 2017   | J2 League   | 5e          | 70          | 42          | 20          | 10          | 12          | 64          | 49          | +15         | 2e tour          | -                 | -          | -               |
| 2018   | J2 League   | 6e          | 71          | 42          | 19          | 14          | 9           | 56          | 41          | +15         | 4e tour          | -                 | -          | -               |
| 2019   | J2 League   | 13e         | 55          | 42          | 14          | 13          | 15          | 59          | 59          | 0           | 2e tour          | -                 | -          | -               |
| 2020   | J2 League   | 12e         | 54          | 42          | 13          | 15          | 14          | 48          | 48          | 0           | -                | -                 | -          | -               |
| 2021   | J2 League   | 12e         | 58          | 42          | 16          | 10          | 16          | 62          | 66          | -4          | 2e tour          | -                 | -          | -               |
| 2022   | J2 League   | 9e          | 61          | 42          | 16          | 13          | 13          | 62          | 55          | +7          | Quarts de finale | -                 | -          | -               |
| 2023   | J2 League   | 3e          | 75          | 42          | 21          | 12          | 9           | 57          | 31          | +26         | 3e tour          | -                 | -          | -               |
| 2024   | J1 League   | 6e          | 56          | 38          | 14          | 14          | 10          | 51          | 51          | 0           | 3e tour          | 1er tour          | -          | -               |
| Saison | Division    | Pos         | Pts         | J           | V           | N           | D           | BP          | BC          | Diff.       | Coupe du Japon   | Coupe de la Ligue | Supercoupe | Coupe d'Asie    |
| Saison | Championnat |             |             |             |             |             |             |             |             |             | Coupe du Japon   | Coupe de la Ligue | Supercoupe | Coupe d'Asie    |

## Identité visuelle

Ancien logo.
Logo actuel.